# Східчастий рельєф

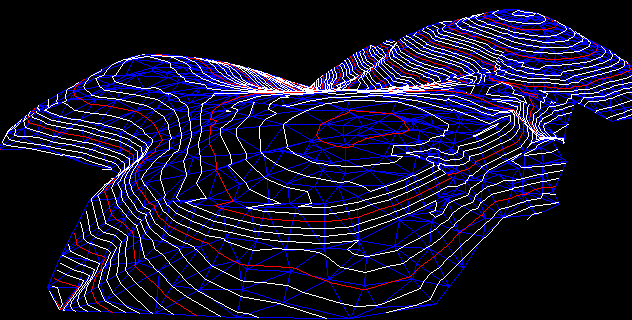
Приклад комп'ютерного моделювання гористої місцевості. Ступінчастий рельєф.

Східчастий рельєф (рос. ступенчатый рельеф; англ. step relief; нім. Stufenrelief n) — рельєф, що трапляється в областях непорушеного горизонтального залягання пластів гірських порід різної міцності. Сформований в результаті ерозії та денудації.
Приклад: східчастий рельєф Середньосибірського плоскогір'я.

## Значення
1. Рельєф, для якого характерні східчасті схили. Розвивається в умовах горизонтальних або слабопохилих порід, складених слабкостійкими і стійкими до вивітрювання породами, що перешаровуються — як осадових, так і ефузивних та інтрузивних. Результат ерозії та денудації горизонтальних пластів гірських порід різної міцності. Приклад — трап Середньо-Сибірського плоскогір'я.
2. Великі поверхні, броньовані твердими пластами, розташовані на різних рівнях (нім. Stufenland). Наприклад, на північному заході Руської рівнини розвинені такі ступені: Іжорського (ордовицького) плато, Девонське і Валдайське (карбонове) плато.

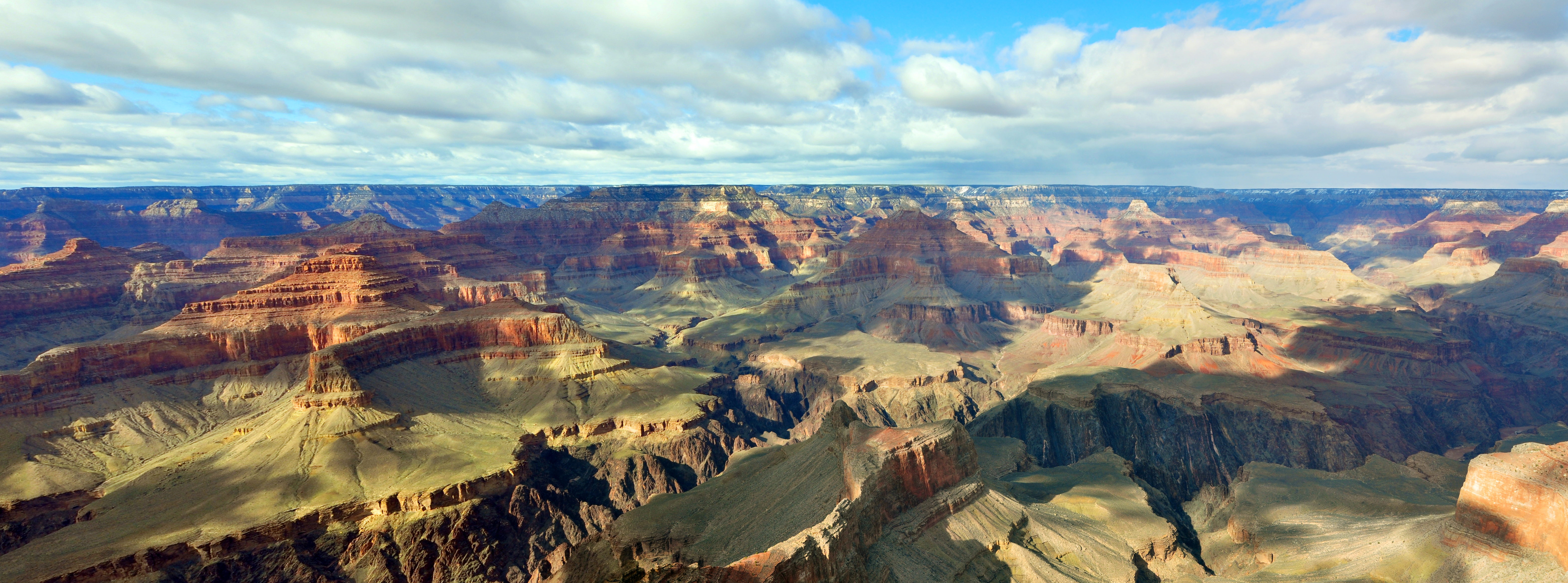
Східчастий рельєф Великого Каньйону